# Tipula zarnigor
Tipula zarnigor är en tvåvingeart som beskrevs av Evgenyi Nikolayevich Savchenko 1954. Tipula zarnigor ingår i släktet Tipula och familjen storharkrankar. Inga underarter finns listade i Catalogue of Life.